# Метод правового регулирования
Метод правового регулирования — это совокупность юридических приемов и средств, с помощью которых осуществляется правовое воздействие на общественные отношения. 
Понятие «метод правового регулирования» было выдвинуто в правовой литературе цивилистами с целью отграничить гражданское право от других отраслей права.
Особенность постановки данного вопроса состояла в том, что речь шла в основном о двух видах метода правового регулирования — «авторитарном» и «автономном».
Метод правового регулирования способен относительно хорошо «работать» в сфере однородного правового регулирования. В однородном правовом регулировании регулируемые структуры принадлежат различным социальным сферам, а сводятся в предмет лишь по признаку их юридической однородности.
Метод однородного правового регулирования может предусматривать преобладание одного из методов правового регулирования, императивного или диспозитивного регулирования.
Отличительными чертами диспозитивного регулирования являются равноправие, автономия и самостоятельность участников правоотношений, которая означает способность лица свободно (независимо) формировать свою волю и осуществлять свои права в своем интересе. Не допускается вмешательство в их дела или воспрепятствование им.
Императивное регулирование построено на властном подчинении одной стороны другой. Характерными его чертами являются: формирование и использование правоотношений по принципу «команда — исполнение»; субъекты, выполняющие властные и иные функции, действуют по своему усмотрению в пределах предоставленных им полномочий.
В настоящее время метод правового регулирования стал трактоваться значительно шире: под ним стали понимать не один какой-либо юридический признак, а совокупность способов, приемов и средств различной отраслевой принадлежности. Например, в комплексном правовом регулировании исключаются преобладание одного из способов правового регулирования, поскольку регулирование осуществляется всеми методами одновременно. Е. В. Сидорова предлагает рассматривать метод комплексного правового регулирования как целостное равномерное сочетание модифицированных юридических приемов, способов и средств регулирования на разнородные общественные отношения.
Для комплексных отраслей права также характерен комплексный метод правового регулирования общественных отношений, включающий не только административно-правовой, но и гражданско-правовой метод регулирования.